# John Ore
John Ore (17. prosince 1933 – 22. srpna 2014) byl americký jazzový kontrabasista. V letech 1943 až 1946 studoval hru na violoncello ve Filadelfii a o několik let později také kontrabas na Juilliard School. Několik let hrál s klavíristou Theloniem Monkem. Během své kariéry spolupracoval s mnoha dalšími hudebníky, mezi něž patří například Elmo Hope, Steve Lacy, Hank Mobley, Sun Ra a Freddie Redd.